# Edmond Rugova
Edmond Rugova (ur. 20 lutego 1957) – jugosłowiański i kosowski piłkarz oraz trener piłkarski, były członek jugosłowiańskiej reprezentacji U-20, w latach 2006–2009 selekcjoner reprezentacji Kosowa, następnie dyrektor klubu FC Prishtina.

## Życiorys
W latach 1985–1992 przebywał na terenie Stanów Zjednoczonych; grał wówczas w klubach New York Cosmos i Kansas City Comets, a w latach 1988–1992 pracował jako mendażer ds. coachingu w All American Indoor Sports. Wrócił następnie do Jugosławii. W 2005 roku pracował jako asystent trenera na Rockhurst University.
W latach 2006–2009 pełnił funkcję selekcjonera reprezentacji Kosowa, której w czerwcu 2007 roku udało się pokonać reprezentację Arabii Saudyjskiej z wynikiem 1:0.
We wrześniu 2009 Rugova objął funkcję dyrektora klubu KF Prishtina, pełnił ją do kwietnia 2010.

## Życie prywatne
Zamieszkał w Overland Park wraz z żoną i trzema dziećmi; jeden z nich, Max, również został piłkarzem.